# Milko Lazarov
Pour les articles homonymes, voir Lazarov.
Milko Lazarov (Милко Лазаров), né le 28 août 1967 en Bulgarie, est un réalisateur, scénariste et acteur bulgare.

## Biographie
Milko Lazarov suit des études de cinéma et de réalisation à l’Académie nationale Krastio-Sarafov des arts de la scène et du cinéma (en) de Sofia, dont il sort diplômé. Il produit quelques documentaires avec la BBC, dont The Great Bulgarians (en) et The Big Read alors qu'il est chargé des programmes à la télévision nationale bulgare.
En 2012, il réalise son premier long métrage, Aliénation (bg) (Отчуждение, Otchuzhdenie). Ce premier film reçoit aussitôt 3 prix : le Prix du meilleur film bulgare au festival international du film de Sofia puis en août 2013 la Mention Spéciale Europa Cinemas et le prix du Meilleur jeune réalisateur aux Venice Days. L’Académie bulgare du cinéma décerne également à Aliénation les prix du Meilleur film, Meilleur réalisateur et Meilleur montage.
En 2017, il réalise son deuxième long métrage, Ága, nommé 11 fois l'année suivante et vainqueur de 21 prix dans des festivals de cinéma du monde entier, en Europe, en Égypte, en Iran, en Russie au Brésil et en Australie.

## Filmographie

### En tant que réalisateur
- 2013 : Aliénation (bg) (Отчуждение)
- 2018 : Ága

### En tant que scénariste
- 2018 : Ága

### En tant qu'acteur
- 2016 : Glory de Kristina Grozeva et Petar Valtchanov : rôle de Kiril Kolev